# Gemarkung Döbra
Die Gemarkung Döbra ist eine Gemarkung im Landkreis Hof, die vollständig auf dem Gemeindegebiet der Stadt Schwarzenbach am Wald liegt. Die Gemarkung hat eine Fläche von 7,690 km². Sie ist in 1159 Flurstücke aufgeteilt, die eine durchschnittliche Fläche von 6634,78 m² haben. In ihr liegen Döbra, Pillmersreuth, Poppengrün, Schönwald und Thron.

## Benachbarte Gemarkungen
Die Nachbargemarkungen sind:
| - Gemarkung Baiergrün - Gemarkung Culmitz - Gemarkung Enchenreuth | - Gemarkung Haidengrün - Gemarkung Rodeck - Gemarkung Schwarzenbach am Wald |